# Rogatsboden
Rogatsboden ist eine Ortschaft und eine Katastralgemeinde der Gemeinde Purgstall an der Erlauf im Bezirk Scheibbs in Niederösterreich.

## Geschichte
Laut Adressbuch von Österreich waren im Jahr 1938 in der Ortsgemeinde Rogatsboden ein Gastwirt, ein Gemischtwarenhändler, ein Holzhändler, ein Schmied, ein Wagner und zahlreiche Landwirte ansässig.

## Siedlungsentwicklung
Zum Jahreswechsel 1979/1980 befanden sich in der Katastralgemeinde Rogatsboden insgesamt 63 Bauflächen mit 22.234 m² und 12 Gärten auf 46.164 m², 1989/1990 gab es 62 Bauflächen. 1999/2000 war die Zahl der Bauflächen auf 103 angewachsen und 2009/2010 bestanden 84 Gebäude auf 109 Bauflächen.

## Bodennutzung
Die Katastralgemeinde ist landwirtschaftlich geprägt. 359 Hektar wurden zum Jahreswechsel 1979/1980 landwirtschaftlich genutzt und 150 Hektar waren forstwirtschaftlich geführte Waldflächen. 1999/2000 wurde auf 340 Hektar Landwirtschaft betrieben und 172 Hektar waren als forstwirtschaftlich genutzte Flächen ausgewiesen. Ende 2018 waren 327 Hektar als landwirtschaftliche Flächen genutzt und Forstwirtschaft wurde auf 172 Hektar betrieben. Die durchschnittliche Bodenklimazahl von Rogatsboden beträgt 31,4 (Stand 2010).

## Persönlichkeiten
- Anton Erber (* 1968), Politiker und Abgeordneter zum Landtag von Niederösterreich